# Championnat de Taïwan de basket-ball
La Super Basketball League (en chinois : 超級籃球聯賽, en Hanyu pinyin : Chāojí lánqiú liánsài), souvent abrégée en SBL, est une ligue de basket-ball professionnelle taïwanaise, créée en 2003. Ce championnat regroupe 7 équipes. Elle succède à la Chinese Basketball Alliance, la précédente ligue professionnelle taïwanaise ayant existé entre 1994 et 1999.

## Équipes
- Bank of Taiwan (台灣銀行)
- Dacin Tigers (達欣工程)
- Kinmen Kaoliang Liquor (金門酒廠)
- Pure-Youth Construction (璞園建築)
- Taiwan Beer (台灣啤酒)
- Taiwan Mobile Clouded Leopards (台灣大雲豹)
- Yulon Luxgen Dinos (裕隆納智捷)

## Palmarès
| Saison    | Champion           | Finaliste                      | Troisième         | Quatrième      |
| --------- | ------------------ | ------------------------------ | ----------------- | -------------- |
| 2003-2004 | Yulon Dinos        | Sina Lions                     |                   |                |
| 2004-2005 | Yulon Dinos        | Dacin Tigers                   |                   |                |
| 2005-2006 | Yulon Dinos        | Taiwan Beer                    | Dacin Tigers      | Bank of Taiwan |
| 2006-2007 | Taiwan Beer        | Dacin Tigers                   | Videoland Hunters | Yulon Dinos    |
| 2007-2008 | Taiwan Beer        | Yulon Dinos                    | dMedia Genies     | Pure Youth     |
| 2008-2009 | Dacin Tigers       | Taiwan Beer                    |                   |                |
| 2009-2010 | Yulon Luxgen Dinos | Dacin Tigers                   |                   |                |
| 2010-2011 | Taiwan Beer        | Dacin Tigers                   |                   |                |
| 2011–2012 | Pure Youth         | Dacin Tigers                   |                   |                |
| 2012–2013 | Pure Youth         | Dacin Tigers                   |                   |                |
| 2013–2014 | Pauian Archiland   | Taiwan Mobile Clouded Leopards |                   |                |
| 2014–2015 | Pauian Archiland   | Taiwan Beer                    |                   |                |
| 2015–2016 | Taiwan Beer        | Pauian Archiland               |                   |                |
| 2016–2017 | Dacin Tigers       | Yulon Luxgen Dinos             |                   |                |
| 2017–2018 | Pauian Archiland   | Fubon Braves                   |                   |                |

## Women's Super Basketball League
Il existe également une ligue féminine dénommée Women's Super Basketball League (WSBL) à Taïwan, composée de six équipes :
- Applause RD
- Cathay Life (國泰)
- Chunghwa Telecom (中華電信)
- Fo Guang
- Taipower (台電)
- Tai Yuan Textile (台元)